# Yukiko Inui
Yukiko Inui, född den 4 december 1990 i Shiga, är en japansk konstsimmare.

## Karriär
Inui tog OS-brons i duett och även ett OS-brons i lagtävlingen i samband med de olympiska tävlingarna i konstsim 2016 i Rio de Janeiro.
I juni 2022 vid VM i Budapest tog Inui sitt första VM-guld i det tekniska programmet solo med ett resultat på 92,8662 poäng. Hon tog därefter mästerskapets andra guld i det fria programmet solo med ett resultat på 95,3667 poäng.
I juli 2023 vid VM i Fukuoka försvarade Inui sina guld i både damernas tekniska soloprogram med 276,5717 poäng och fria soloprogram med 254,6062 poäng.